# Szczepkowo-Giewarty
Szczepkowo-Giewarty – wieś w Polsce położona w województwie warmińsko-mazurskim, w powiecie nidzickim, w gminie Janowo.
W okresie międzywojennym stacjonowała tu placówka Straży Celnej „Giewarty”.
Wierni Kościoła rzymskokatolickiego należą do parafii św. Rocha w Janowie.
W latach 1975–1998 miejscowość administracyjnie należała do województwa olsztyńskiego.
We wsi urodził się Wojciech Bogumił Jastrzębowski, autor napisanej w 1831 roku Konstytucji dla Europy – pierwszego polskiego dokumentu mówiącego o integracji europejskiej.